# Paracymus aeneus
Paracymus aeneus é uma espécie de insetos coleópteros polífagos pertencente à família Hydrophilidae.
A autoridade científica da espécie é Germar, tendo sido descrita no ano de 1824.
Trata-se de uma espécie presente no território português.